# Zatoka Sportu Politechniki Łódzkiej
Akademickie Centrum Sportowo-Dydaktyczne Politechniki Łódzkiej Zatoka Sportu – jednostka organizacyjna Politechniki Łódzkiej, a także wielofunkcyjna hala sportowo-widowiskowa mieszcząca się przy al. Politechniki w Łodzi. Oddana do użytku 18 września 2017 roku. Budynek jest także siedzibą Muzeum Sportu i Turystyki w Łodzi.

## Historia powstania
Politechnika Łódzka posiada halę sportową przy VI Domu Studenta, która przestała zaspokajać potrzeby uczelnianego klubu AZS. Uczelnia ta nie posiadała dotychczas swojego własnego basenu. Ponadto w Łodzi nie było całorocznego basenu olimpijskiego od 2005 roku, gdy Miejski Ośrodek Sportu i Rekreacji zamknął basen Olimpia przy ulicy Sienkiewicza.
Budowę Akademickiego Centrum Sportowo-Dydaktycznego PŁ rozpoczęto w październiku 2014 roku. Obiekt zlokalizowano na terenie kampusu B, w miejsce pawilonów handlowych przy alei Politechniki.
Projekt wyłoniono w konkursie, w którym wybrano projekt pracowni Dedeco. W 2016 roku wybrano w konkursie nazwę dla obiektu- Zatoka Sportu. Prace budowlane zakończono w maju 2017 roku. Koszt wybudowania łódzkiego Akademickiego Centrum Sportowo-Dydaktycznego wraz z wyposażeniem to 140 milionów złotych. Kompleks sportowy finansowany był przez Ministerstwo Sportu i Turystyki, Ministerstwo Nauki i Szkolnictwa Wyższego, Samorząd Miasta Łodzi, Samorząd Województwa Łódzkiego oraz wkład własny Politechniki Łódzkiej.
Kontrowersje wzbudziła elewacja budynku, która odbiega od wizualizacji. Budynek był nominowany do antynagrody „Makabryła roku 2017” w internetowym konkursie organizowanym przez portal Bryla.pl.

## Obiekt

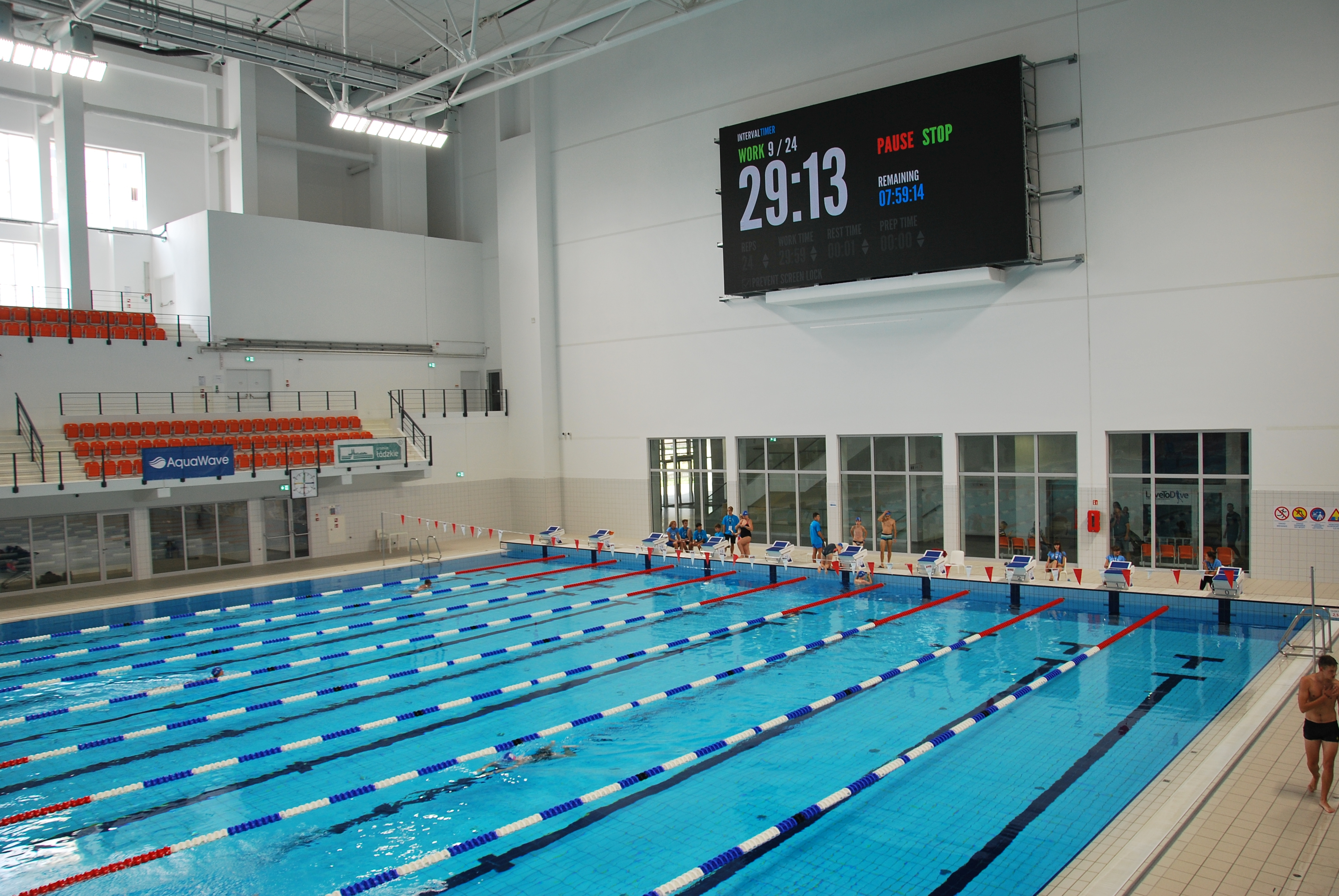
Pływalnia - widok na basen 50-metrowy

Dane podane na podstawie oficjalnej strony Zatoki Sportu.

### Pływalnia
Trybuna: 1200 miejsc siedzących
Basen olimpijski:
- Wymiary: 50 m x 25 m x 2,5 m
- Ruchomy brzeg, pozwalający na rozdzielenie basenu na dwie części

Basen treningowo-rekreacyjny:
- Wymiary: 25 m x 30 m x 5 m
- Regulowane dno w zakresie od 0 do 5 metrów głębokości
- 4 platformy do skoków do wody na wysokościach od 3 do 10 metrów
- 2 trampoliny do skoków do wody

Pozostałe wyposażenie pływalni:

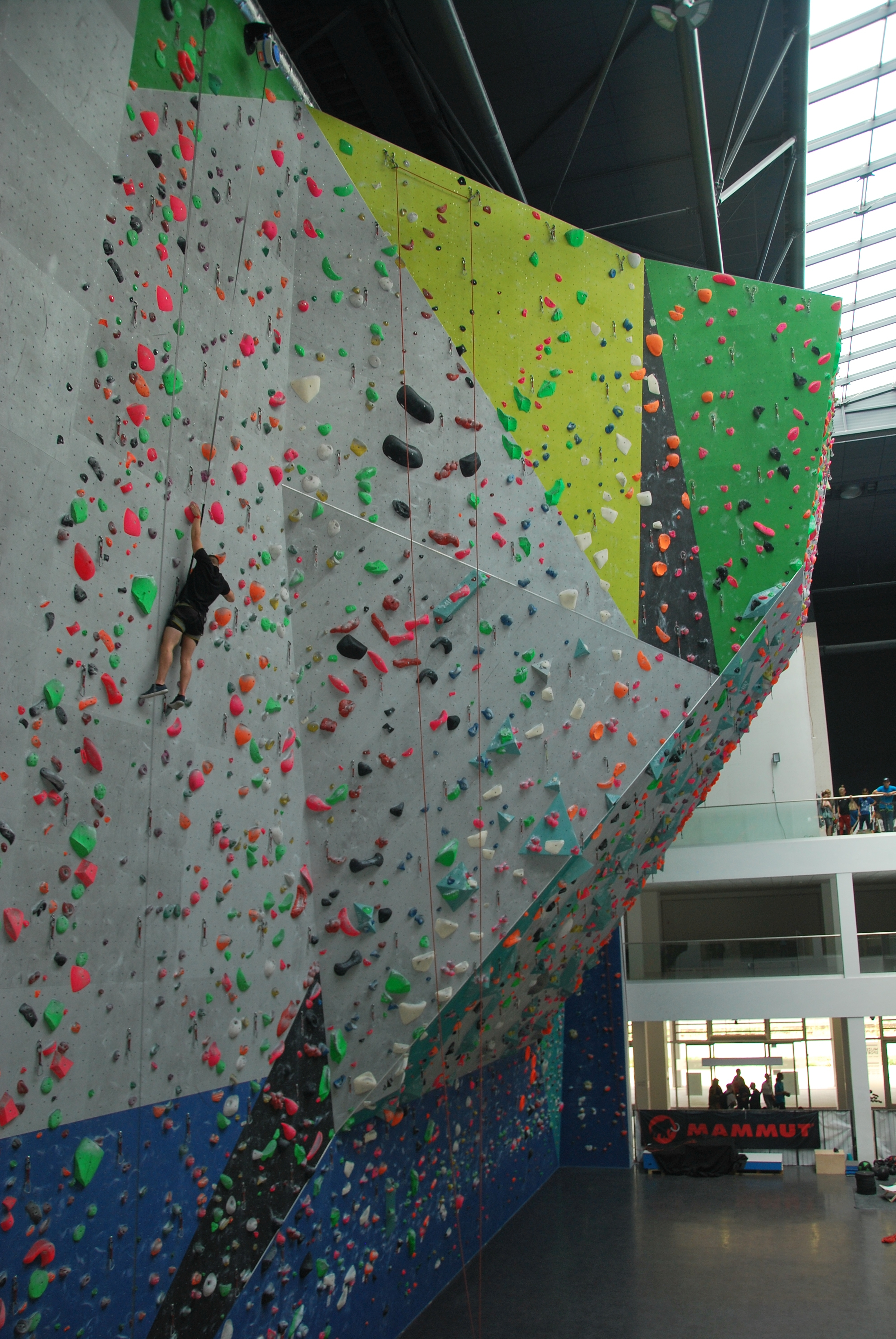
fragment ściany wspinaczkowej

- sauna parowa dla maksymalnie 8 osób
- "suchy basen" wypełniony gąbkami do ćwiczenia skoków do wody

### Hala sportowo-widowiskowa
- 2 trybuny o łącznej liczbie 600 miejsc siedzących
- powierzchnia ok: 1600 metrów kwadratowych
- oświetlenie: 1400 lux
- możliwość podziału hali na 3 części do treningów

### Pozostałe
- ściana wspinaczkowa o wysokości 17 metrów i szerokości 30 metrów. Posiada 2 tory do wspinaczki na czas. Pozostałą część zajmuje ścianka do prowadzenia, o zróżnicowanym poziomie trudności.
- sala z 4 kortami do gry w badmintona
- sala z 4 stołami do gry w tenis stołowy
- sale konferencyjne

## Wykorzystanie

### Kluby sportowe
Zatoka Sportu stała się siedzibą Klubu Uczelnianego AZS Politechniki Łódzkiej, gdzie prócz bazy treningowej, AZS ma także swoje pomieszczenia biurowe. Wśród klubów które trenują i rozgrywają swoje mecze są ŁKS Koszykówka Kobiet, ŁKS Coolpack Szkoła Gortata Łódź i Łódzkie Sportowe Towarzystwo Waterpolowe.

### Wydarzenia sportowe
Obiekt był areną 2022 European Universities Games, które odbyły się między 17-30 lipca 2022 roku. Odbywały się tam zawody w badmintona, futsalu, pływaniu, waterpolo i wspinaczce sportowej. W "Zatoce Sportu" mieściło się biuro zawodów, a także siedziba komitetu organizacyjnego imprezy.
Na pływalni odbywały się m.in. Puchar Świata we freedivingu, Mistrzostwa Polski w pływaniu w 2018, Arena Grand Prix Puchar Polski w pływaniu (od 2017 roku), Mistrzostwa Polski w pływaniu synchronicznym (w 2018 i 2019 roku), Mistrzostwa Polski w skokach do wody (w 2020 roku), oraz wiele innych imprez rangi mistrzowskiej w różnych kategoriach wiekowych.
Akademickie Centrum Sportowo-Dydaktyczne PŁ było gospodarzem akademickich imprez rangi mistrzowskiej- Akademickich Mistrzostw Polski w badmintonie (2018), pływaniu (2022) i aerobiku sportowym (2024), Akademickich Mistrzostw Europy w badmintonie (2019), oraz Akademickich Mistrzostw Świata w unihokeju (2018) i w cheerleadingu (2019).

### Pozostałe wydarzenia
Od 2018 roku (z przerwą w latach 2020-2022) w marcu w hali Zatoki Sportu odbywa się Ogólnopolski Studencki Przegląd Piosenki Turystycznej "YAPA". Ponadto na terenie hali odbywają się targi branżowe.